# Kladská Nisa
Kladská Nisa (polsky Nysa Kłodzka [nysa kuodska], německy Glatzer Neiße, v anglickém úzu spíše Eastern Neisse „Východní Nisa“) je řeka na jihozápadě Polska (Dolnoslezské a Opolské vojvodství), jeden z největších levých přítoků Odry. Její délka činí 195 km a povodí má rozlohu 4565 km², přičemž zasahuje i do Česka (Broumovsko, Jesenicko).

## Průběh toku
Pramení v západních svazích hory Klepáč v pohoří Králického Sněžníku. Protéká Kladskou kotlinou mezi Orlickými horami a Jeseníky, prořezává hlubokým údolím Bardské hory a na dolním toku teče Slezskou nížinou. Je levým přítokem Odry.

### Větší přítoky
- levé – Dušnická Bystřice, Stěnava
- pravé – Landecká Bělá, Vidnávka, (Hlucholazská) Bělá, Nemodlínská Stěnava

## Historický význam
Zhruba (místy i přímo) podél toku vedla hranice mezi Dolním a Horním Slezskem. Bylo plánováno, že po Kladské/Východní Nise (a dále po proudu Odry) povede i nová poválečná západní hranice Polska, tudíž by velký díl Slezska (včetně hlavního města Vratislavi) zůstal součástí Německa. Nakonec západní spojenci ustoupili Stalinovu přání a hranicí vytvořila linie Lužická Nisa – Odra, která byla mnohem kratší, přímější a tedy i strategicky výhodnější. Polsko tak získalo na úkor Německa asi 20 tisíc km² území navíc, včetně měst Lehnice, Valbřich, Zelená Hora, Svídnice a významných ložisek uhlí, mědi a stříbra.

## Vodní stav
Průměrný dlouhodobý průtok v ústí je 25 m³/s. Při povodních se hladina zvyšuje o 3 až 4 m.

## Využití
Na horním toku se nacházejí čtyři velké přehradní nádrže – Zbiornik Topola, Zbiornik Kozielno, Otmuchovské jezero a Niská přehrada s vodními elektrárnami. Na řece leží města Mezilesí, Kladská Bystřice, Kladsko, Bardo, Kamenec, Pačkov, Otmuchov, Nisa a Břežský Levín.